# Mowa pogrzebowa (Demostenes)
Mowa pogrzebowa stgr. Επιτάφιος – mowa epideiktyczna wchodząca w skład Corpus Demosthenicum (pod numerem 60), miała być wygłoszona na pogrzebie poległych w bitwie pod Cheroneą (338 p.n.e.), obecnie jej autorstwo jest podważane.
Demostenes, w trakcie swej kariery politycznej, wielokrotnie usiłował przekonać Ateńczyków do podjęcia walki w obronie wszystkich Greków przeciw Filipowi II. Jego antymacedońska kampania zakończyła się w 338 p.n.e. klęską w bitwie pod Cheroneą. Współobywatele wybrali mówcę do wygłoszenia tradycyjnej mowy pogrzebowej.
Powierzenie Demostenesowi tego zaszczytu według Romualda Turasiewicza podważa przekazaną przez tradycję informację, jakoby Demostenes miał uciec z pola walki. Wybór tego polityka traktuje w kategorii hołdu dla jego działalności. Również w jego domostwie odbyła się stypa na cześć poległych.
Autentyczność zachowanej mowy jest powszechnie podważana przez filologów klasycznych i innych badaczy. Wierzył w nią jednak Romuald Turasiewicz. Jego zdaniem odstający od pozostałych mów Demostenesa z tego okresu artyzm dzieła, jak i liczne podobieństwa w stosunku do innych dzieł z gatunku mów pogrzebowych mogły być spowodowane sztywną konwencją gatunkową. Badacz dostrzega w zachowanym tekście pewne odstępstwa w stylistyce i tematyce od podobnych dzieł innych autorów, zaznacza jednocześnie, iż mowy pogrzebowe zwykle należą do najsłabszych dzieł w dorobku retorów.